# Eriocnemis luciani
El calzadito colilargo (Eriocnemis luciani), también denominado calzoncitos colilargo (en Colombia), zamarrito colilargo (en Ecuador), calzadito de cola larga (en Perú), colibrí pantalón de frente azul o calzadito colilargo norteño, es una especie de ave apodiforme de la familia Trochilidae (los colibríes) perteneciente al género Eriocnemis. Algunos autores sostienen que se divide en dos especies. Es nativo de regiones andinas del oeste de América del Sur.

## Distribución y hábitat
Se distribuye de forma disjunta a lo largo de la cordillera de los Andes desde el suroeste de Colombia (Nariño), por Ecuador (principalmente en la pendiente occidental), y desde el norte de Perú, por la pendiente oriental hasta el sur (Puno). Existe un único registro antiguo en Mérida, Venezuela, descrito como subespecie, posiblemente extinta.
Esta especie es considerada de poco común a localmente común en sus hábitats naturales: los bosques montanos, bordes del bosque, bosques nubosos, en parches de Polylepis, en laderas con arbustos y páramos, entre los 2400 y 3700 m de altitud, pero mayormente por debajo de los 3400 m.

## Descripción
Mide entre 11 y 12 cm de longitud. El pico mide 20 mm de largo. Plumaje color verde bronceado en las partes superiores; frente azul celeste brillante; las partes bajas color verde iridiscente; bajo las coberteras de las alas color violeta iridiscente; crissum púrpura; mechones blancos grandes en los muslos; cola larga color negro azulado metálico.

## Alimentación
Se alimenta del néctar de las flores. Complementa su dieta con pequeños artrópodos.

## Reproducción
Construye con material vegetal un nido en forma de taza.

## Sistemática

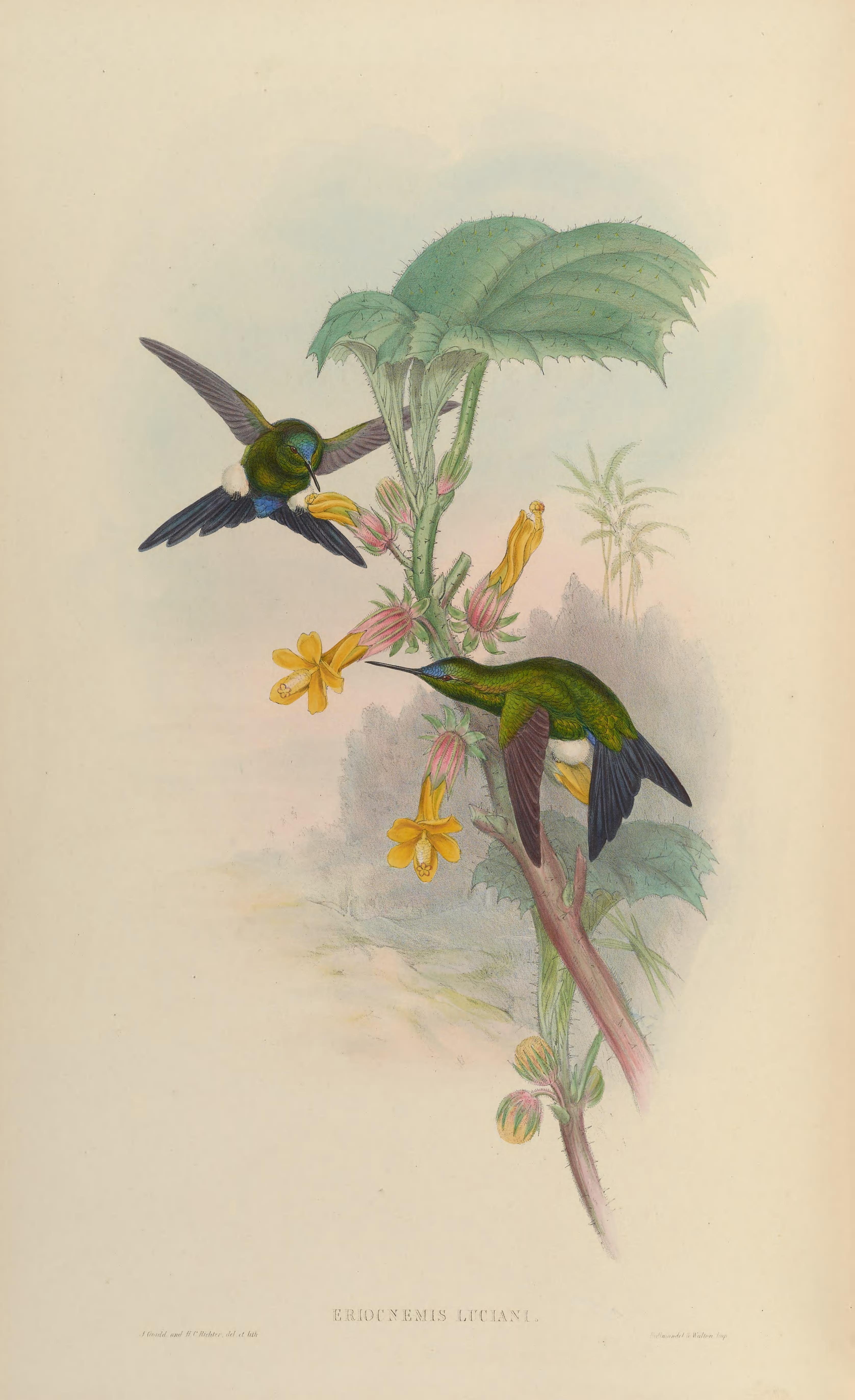
Eriocnemis luciani, ilustración de Gould y Richter en A monograph of the Trochilidae, or family of humming-birds 4, 1861.

### Descripción original
La especie E. luciani fue descrita por primera vez por el ornitólogo francés Jules Bourcier en 1847 bajo el nombre científico Trochilus luciani; su localidad tipo es: «Guaca, Ecuador».

### Etimología
El nombre genérico femenino «Eriocnemis» es una combinación de las palabras del griego «erion» que significa ‘lana’, y «knēmis» que significa ‘bota’; y el nombre de la especie «luciani», conmemora al entomólogo francés Jean Baptiste Lucien Buquet (1807–1889).

### Taxonomía
La subespecie sureña E. luciani sapphiropygia (junto con la subespecie catharina) es tratada como especie separada por las clasificaciones Aves del Mundo (HBW) y Birdlife International (BLI): el calzadito colilargo sureño (Eriocnemis sapphiropygia), con base en ligeras diferencias morfológicas, tratamiento adoptado anteriormente por Schuchmann et al. (2001). Sin embargo, esto no es adoptado por otras clasificaciones, el Comité de Clasificación de Sudamérica (SACC) rechazó la Propuesta No 147 de elevación a especie plena.
La subespecie propuesta E. luciani marcapatae J.T. Zimmer, 1951, se considera sinónimo de sapphiropygia.

### Subespecies
Según las clasificaciones del Congreso Ornitológico Internacional (IOC) y Clements Checklist/eBird  se reconocen cinco subespecies, con su correspondiente distribución geográfica:
- Grupo politípico luciani:
  - Eriocnemis luciani meridae Schuchmann; Weller & Heynen, 2001 – Andes del oeste de Venezuela (Páramo Conejos, en el centro de Mérida); conocida apenas por el holotipo, recolectado en el año 1898 (posiblemente extinta).
  - Eriocnemis luciani luciani (Bourcier), 1847 – Andes del suroeste de Colombia (Nariño) y oeste de Ecuador (al sur hasta Cotopaxi).
  - Eriocnemis luciani baptistae Schuchmann; Weller & Heynen, 2001 – Andes del centro de Ecuador (Chimborazo al sur hasta Azuay).

- Grupo politípico sapphiropygia:
  - Eriocnemis luciani catharina Salvin, 1897 – pendiente oriental de los Andes del norte de Perú (valle de Utcubamba en Amazonas y este de La Libertad).
  - Eriocnemis luciani sapphiropygia Taczanowski, 1874 – pendiente oriental de los Andes del centro y sur de Perú (desde La Libertad al sur hasta Puno).